# Euroscaptor klossi
Euroscaptor klossi — вид ссавців родини Talpidae. Зустрічається в Лаосі й Таїланді. Його назвали на честь зоолога К. Бодена Клосса.
Малайзійський кріт (E. malayanus) раніше вважався підвидом, але дослідження 2008 року підтвердило, що це окремий вид.